# Lichtenberg (Górna Austria)
Lichtenberg – gmina w Austrii, w kraju związkowym Górna Austria, w powiecie Urfahr-Umgebung. Według Austriackiego Urzędu Statystycznego liczyła 2664 mieszkańców (1 stycznia 2015).

## Współpraca
Miejscowości partnerskie:
- Lichtenberg - okręg administracyjny Berlina, Niemcy
- Lichtenberg, Niemcy